# Balduin III av Hainaut
Balduin III av Hainaut, född 1088, död 1120, var regerande greve av Hainaut från 1098 till 1120.